# رياض الأحمري
رياض الأحمري هو رياض بن عبيد الأحمري لاعب نادي النصر من مواليد 1965. مدافع سابق لنادي النصر السعودي والمنتخب السعودي. تدرج في صفوف النادي من درجة الناشئين مثل الفريق الأول بنادي النصر عام 1405 وكانت انطلاقته للنجومية نهائي كأس الملك عام 1407هـ أمام الغريم التقليدي نادي الهلال وكسب النصر تلك المباراة بهدف الأسطورة ماجد عبد الله.
يتميز رياض الأحمري باللعب في مركزي الظهير الأيسر وقلب الدفاع, ويملك سجلاً حافلاً من الإنجازات والبطولات كلاعب حيث حقق مع النصر بطولة كأس الملك ثلاث مرات وبطولة الدوري السعودي مرتين, وانضم لصفوف المنتخب الأول عام 1408, ترك كرة القدم عام 1416هـ بسبب كثرة الاصابات.
تردد في الاعلام موسم 1406هـ أن نادي مانشستر سيتي الإنجليزي قد فاوض النصر لضمه أثناء قدوم النادي الإنجليزي للرياض واللعب مباريات ودية مع عدد من الاندية, حيث أبدى مسؤولو النادي اعجابهم بإمكانيات اللاعب.
اتجه رياض الأحمري للتدريب بعد أن حصل على دورة مدربين. درب ناشئين النصر، وكأن من أبرز اللاعبين الذي أشرف عليهم اللاعب سعد الحارثي، ودرب كذلك شباب النصر لفترة وجيزة.

## إسهاماته مع النصر
- الحصول على كأس دوري خادم الحرمين الشريفين ثلاث مرات أعوام 1406, 1414, 1415
- الحصول على كأس الملك ثلاث مرات أعوام 1406, 1407, 1410